# Shiquan, Heilongjiang
Shiquan (kinesiska: 石泉, 石泉镇) är en köpinghuvudort i Kina. Den ligger i provinsen Heilongjiang, i den nordöstra delen av landet, omkring 210 kilometer norr om provinshuvudstaden Harbin. Antalet invånare är 39 166. Befolkningen består av 19 647 kvinnor och 19 519 män. Barn under 15 år utgör 14,0 %, vuxna 15-64 år 78 %, och äldre över 65 år 6,0 %.
Runt Shiquan är det ganska tätbefolkat, med 149 invånare per kvadratkilometer. Närmaste större samhälle är Haibei, 16,7 km öster om Shiquan. Trakten runt Shiquan består till största delen av jordbruksmark.
Genomsnittlig årsnederbörd är 1 004 millimeter. Den regnigaste månaden är juli, med i genomsnitt 317 mm nederbörd, och den torraste är januari, med 10 mm nederbörd.